# Буди-Зброшкі
Буди-Зброшкі (пол. Budy-Zbroszki) — село в Польщі, у гміні Вінниця Пултуського повіту Мазовецького воєводства.
Населення — 53 особи (2011).
У 1975-1998 роках село належало до Цехановського воєводства.

## Демографія
Демографічна структура станом на 31 березня 2011 року:
|          | Загалом | Допрацездатний вік | Працездатний вік | Постпрацездатний вік |
| -------- | ------- | ------------------ | ---------------- | -------------------- |
| Чоловіки | 28      | 6                  | 20               | 2                    |
| Жінки    | 25      | 5                  | 16               | 4                    |
| Разом    | 53      | 11                 | 36               | 6                    |